# باب الرواح
باب الرواح هو باب تاريخي يخترق السور الحصين لمدينة الرباط بالمغرب. شُيد باب الرواح سنة 1197م من طرف الخليفة الموحدي أبو يوسف يعقوب بن يوسف المنصور، ويعتبر باب الرواح من أفخم الأبواب الخمسة التي تحيط بأسوار مدينة الرباط وأكثرها زخرفة. يبلغ طوله 28 متر وعلوه 12 متر.
يفضي باب الرواح إلى أربع قاعات مربعة الشكل طول ضلعها 5,65 م، وهي تتصل ببعضها بواسطة بهوين من 4,60م على 2,20م .
شرع في استغلال هذا الباب كرواق للمعارض منذ أوائل الستينات، وفي سنة 1968م تم إنجاز أول ترميم لباب الرواح حتى يكون صالحا للقيام بمهمته كفضاء للعروض التشكيلية.
منذ ذلك التاريخ تلاحقت فيه المعارض الوطنية والعالمية مما جعله يحظى بشهرة كبيرة. وقد عرف باب الرواح آخر ترميم وتجهيز له في سنة 2001م، حيث فتح أبوابه في شهر أبريل لسنة 2002م بجزء من معرض الفنان التشكيلي المغربي محمد القاسمي.

## مصدر
وزارة الثقافة المغربية